# Криворученко, Алексей Никитович
Алексе́й Ники́тович Кривору́ченко (1918—1982) — полковник Советской Армии, участник Великой Отечественной войны, Герой Советского Союза (1946).

## Биография
Алексей Криворученко родился 15 марта 1918 года в селе Ивановка (ныне — Краснодонский район Луганской области Украины). Окончил железнодорожный техникум. В 1938 году Криворученко был призван на службу в Рабоче-крестьянскую Красную Армию. Окончил Ворошиловградскую военную авиационную школу пилотов. С 1941 года — на фронтах Великой Отечественной войны.
К февралю 1945 года майор Алексей Криворученко командовал эскадрильей 72-го отдельного разведывательного авиаполка 16-й воздушной армии 1-го Белорусского фронта. К тому времени он совершил 154 боевых вылета на воздушную разведку важных объектов, скоплений боевой техники и живой силы противника.
Указом Президиума Верховного Совета СССР от 15 мая 1946 года майор Алексей Криворученко был удостоен высокого звания Героя Советского Союза с вручением ордена Ленина и медали «Золотая Звезда».
После окончания войны Криворученко продолжил службу в Советской Армии. В 1959 году в звании полковника он был уволен в запас. Проживал в городе Лобня Московской области, работал в системе Гражданского воздушного флота. Скончался 8 декабря 1982 года. Похоронен в Луганске.
Был также награждён четырьмя орденами Красного Знамени, орденами Александра Невского, Отечественной войны 1-й степени и Красной Звезды, рядом медалей.